# Selwyn Maister
Selwyn Gerald Maister (Christchurch, 24 mei 1946) is een voormalig hockeyer uit Nieuw-Zeeland. 
Maister vormde samen met zijn broer Barry jarenlang onderdeel van de Nieuw-Zeelandse hockeyploeg. Maister nam deel aan drie Olympische Zomerspelen en won tijdens zijn derde spelen in Montreal de gouden medaille.

## Erelijst
- 1968 – 7e Olympische Spelen in Mexico-stad
- 1972 – 9e Olympische Spelen in München
- 1973 - 7e Wereldkampioenschap in Amstelveen
- 1976 –  Olympische Spelen in Montreal